# Samʼal

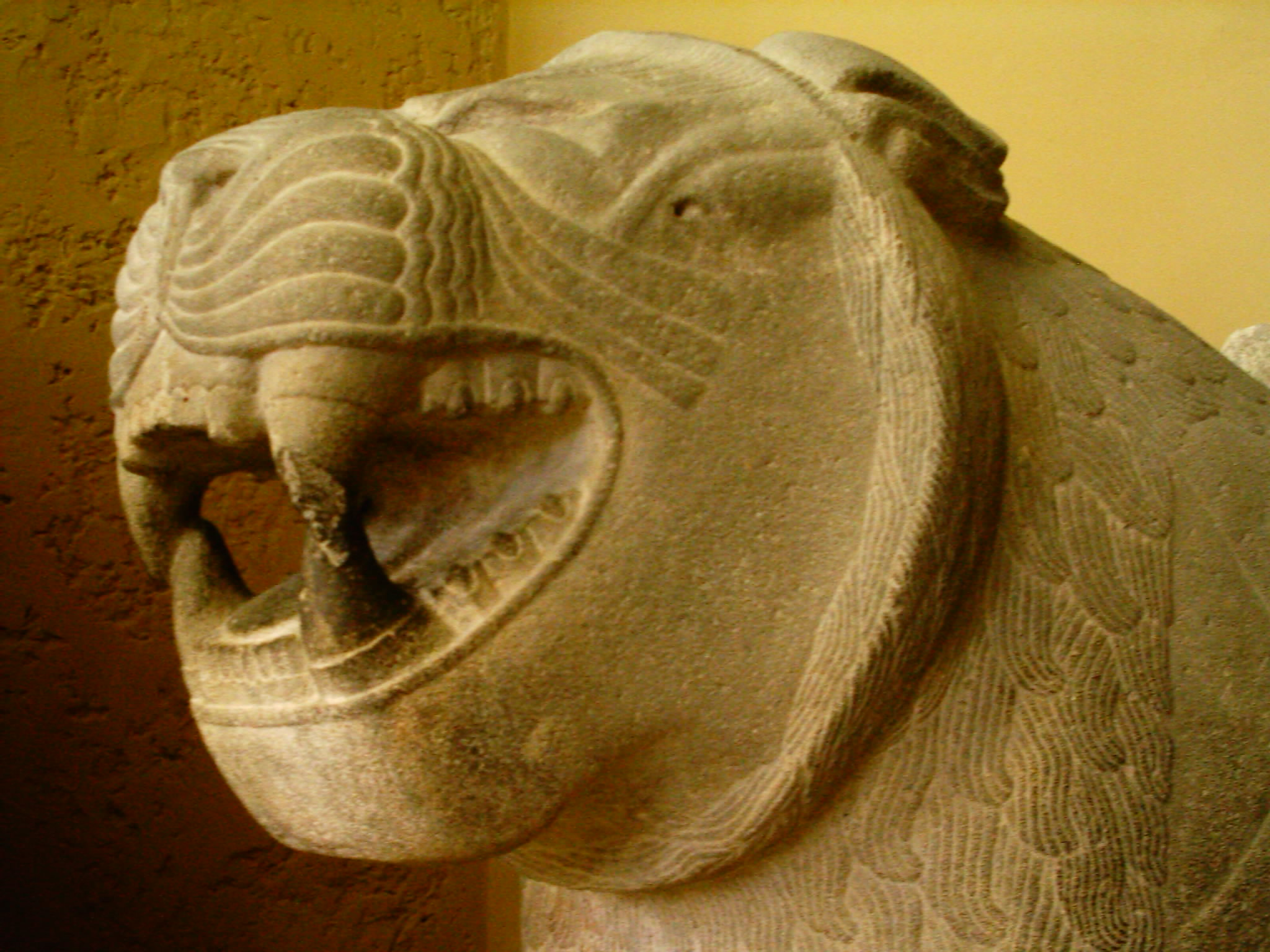
Basalt-Löwenskulpturen vom inneren Burgtor in Sam’al/Zincirli aus dem 8. Jh. v. Chr. (Pergamonmuseum, Berlin)

Sam’al (auch Ja’udi, Bit Gabbar) war ein aramäischer Stadtstaat im ehemaligen nordsyrischen Bereich (heutiges Zincirli (auch Sendschirli) in der südöstlichen Türkei, zehn Kilometer nordöstlich von İslahiye und 70 Kilometer westlich von Gaziantep). Es lag südlich von Gurgum (Maraş) und östlich von Ḫilakku (Kilikien).

## Etymologie
Der heutige Name Zincirli Höyük bedeutet „umketteter Hügel“. Er erklärt sich dadurch, dass die äußere Mauer wie eine Bekränzung kreisrund um den Hügel verlief. Der Name Sam’al lässt sich auf die semitische Wurzel שֹמאל sm’l mit der Bedeutung „links“ zurückführen. Da bei einer Blickrichtung nach Osten sich links der „Norden“ befindet, lässt sich Sam’al mit „Nordland“ übersetzen. Der Name Ja’udi konnte bisher nicht erklärt werden.
Bit Gabbar, übersetzt „Haus des Gabbar“, benennt den Ort nach dem Dynastiegründer Gabbaru, dessen Name selbst wohl mit der Wurzel גבר gbr„stark sein“ zusammenhängt und „Held / Anführer“ bedeutet.

## Topografie

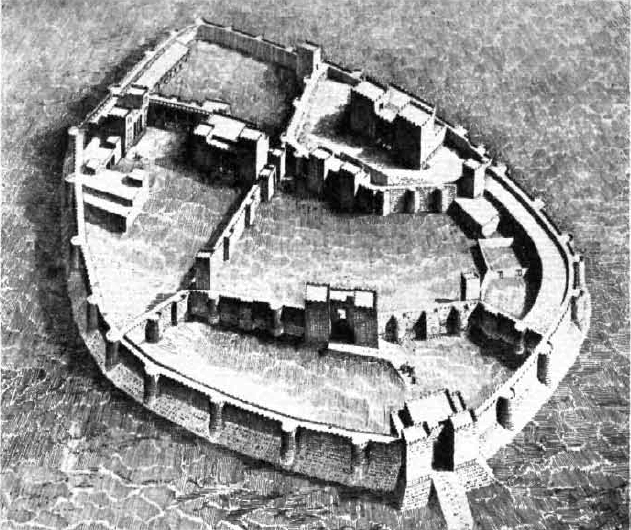
Burg von Sam’al,
Rekonstruktionszeichnung

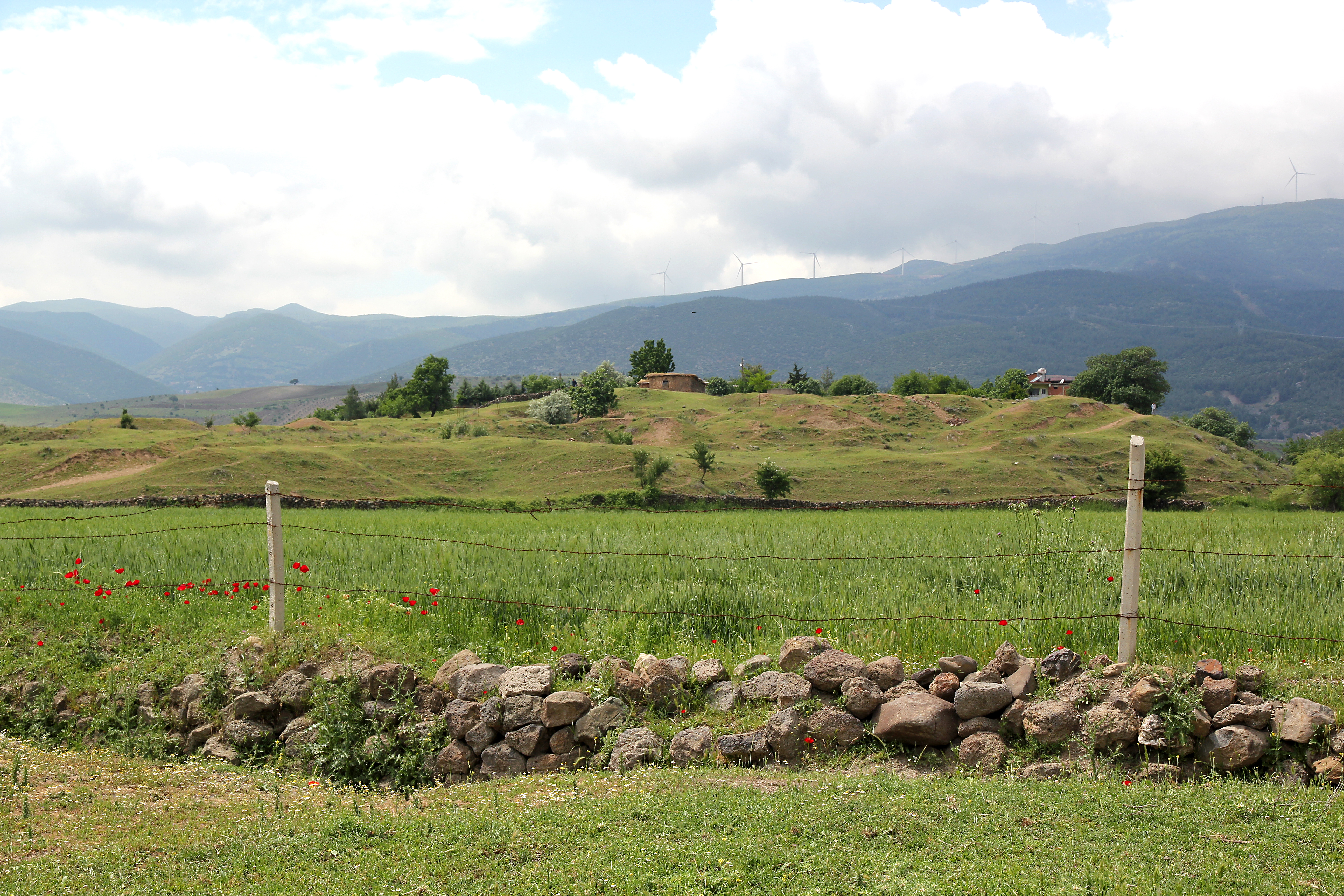
Zincirli Höyük

Die Stadt lag in einer Ebene am Fuß des Nurgebirges. Sie war recht symmetrisch angelegt und durch eine doppelte, fast kreisrunde Stadtmauer mit 720 bis 800 Metern Durchmesser geschützt. Jede der beiden Mauern aus luftgetrockneten Lehmziegeln war über drei Meter dick, der Abstand dazwischen betrug sieben Meter. Die Mauern besaßen rund 100 Turmvorsprünge zur Überwachung und drei Eingänge. Innerhalb der Mauern befand sich die Wohnsiedlung.
Oberhalb der Stadt lag auf einem natürlichen Hügel eine Zitadelle von unregelmäßig ovalem Grundriss. Es gab nur einen Zugang in der äußeren Befestigungsmauer im Süden, er wurde durch zwei hintereinanderliegende Zangentore geschützt. Dahinter folgten weitere Höfe, die durch Quermauern voneinander abgegrenzt waren. Auf der Zitadelle lagen mehrere Paläste in der aus Syrien stammenden Hilani-Bauweise, also mit einem mit hölzernen Säulen verzierten Eingang und querliegendem Hauptraum. Auf der Zitadelle befinden sich auch Paläste aus assyrischer Zeit (G, J, K, H 1-5) und Magazine.
Die drei Tore der Stadt, Kammertore zwischen zwei hohen Türmen, sind mit reliefierten Basaltplatten (Orthostaten) verziert, typisch für die späthethitische Zeit. Aus dem 9. Jahrhundert v. Chr. stammen plastische Löwenfiguren sowie eine Sphinx, die vermutlich zum figürlichen Schmuck des Tores gehörten. Etwa 25 km südöstlich liegt die zum Herrschaftsbereich der Stadt gehörende Bildhauerwerkstatt von Yesemek, wo die Sphinx hergestellt wurde.

## Geschichte
Der genaue Zeitpunkt des Entstehens von Sam’al ist nicht bekannt. Sicher belegt ist hingegen, dass der Stadtstaat Anfang des 1. Jahrtausends v. Chr. durch einwandernde Aramäer gegründet und die Namen Ja’udi und Sam’al erhielt. Der ursprüngliche Name dieser zum Reich der Hethiter gehörenden Region ist unbekannt.
Der assyrische König Salmānu-ašarēd III. kämpfte nach seinem Bericht auf dem Kurkh-Monolith mit Verbündeten aus Bit Adini, Karkemiš und Unqi (Amuq) gegen Ja’udi. Im späten 8. Jahrhundert v. Chr. kam es unter assyrische Herrschaft.

### Stele des Kulamuwa

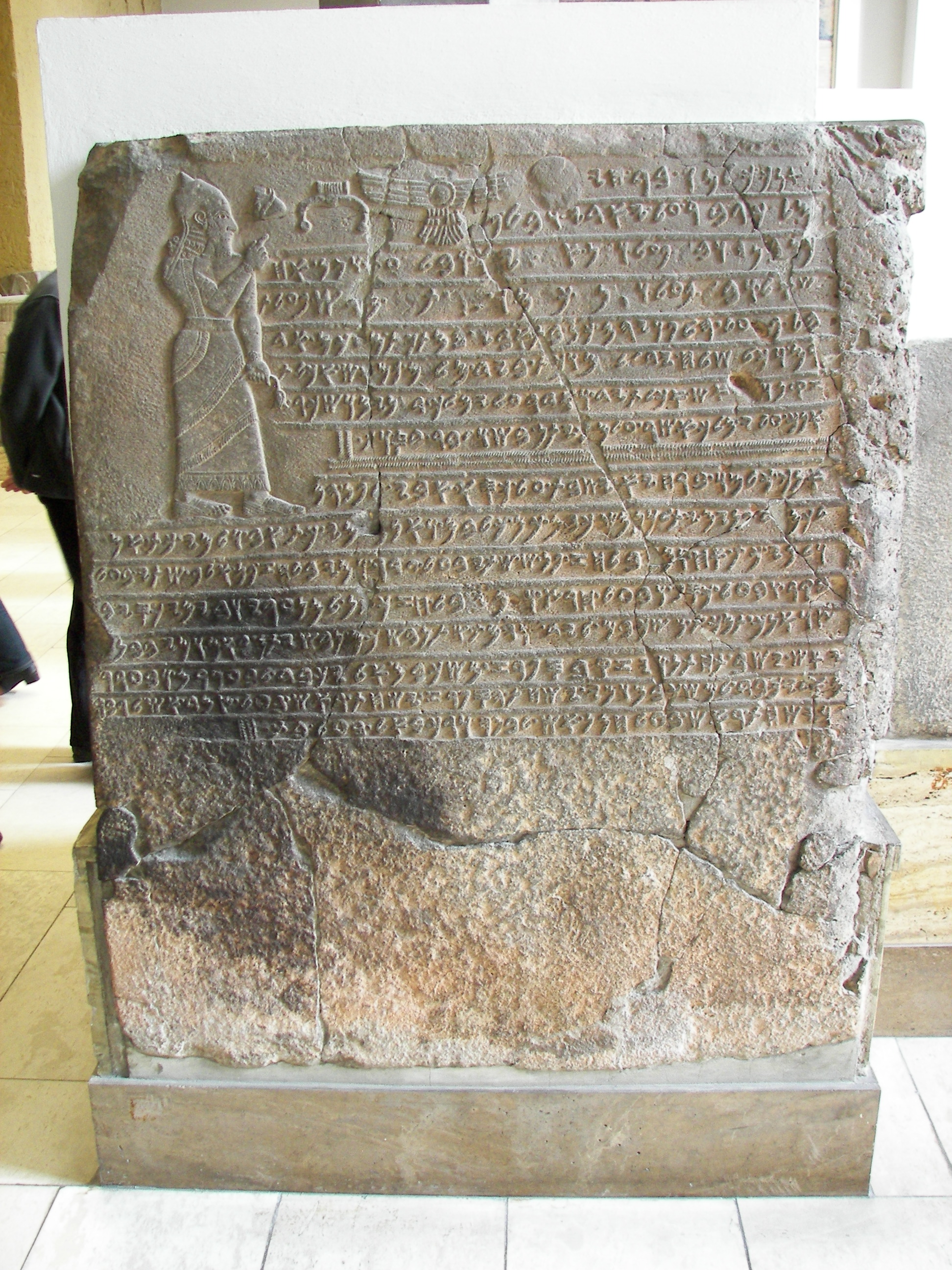
Stele des Kulamuwa
(Pergamonmuseum)

Aus dem 8. Jahrhundert v. Chr. stammt die Stele des Kulamuwa (auch Kilamuwa) mit phönizischer Inschrift. Kulamuwa zeichnet sich durch assyrische Königskleidung aus. Seine Symbole sind der gehörnte Helm, der Bogen, die geflügelte Sonnendarstellung und der Halbmond. Der literarische Stil entspricht den damals üblichen Gepflogenheiten in Phönizien:

„Ich bin Kilammuwa, der Sohn des Ḫajanu. Gabbar(u) war König über Ja‘udi, aber er tat nichts. Es herrschte auch Bamach, auch er tat nichts. Mein Vater Chajanu tat ebenfalls nichts. Mein Bruder Ša‘ûl tat auch nichts. Ich, Kilammuwa, der Sohn Chajanus, tat aber etwas, was die, die vor mir waren, nicht taten. Das Haus meines Vaters war unter mächtigen Königen. Jeder streckte seine Hand aus zum Kämpfen. Ich aber war in der Hand der Könige wie ein Feuer, das den Bart und die Hand verzehrt. Und der König der Danunäer stand über mir, ich aber mietete gegen ihn den König von Assyrien. Eine Jungfrau wurde für ein Schaf gegeben und ein Mann für ein Gewand. Ich bin Kilammuwa, der Sohn des Chajanu, und habe mich auf den Thron meines Vaters gesetzt.“

### Stele des Panamuwa II.

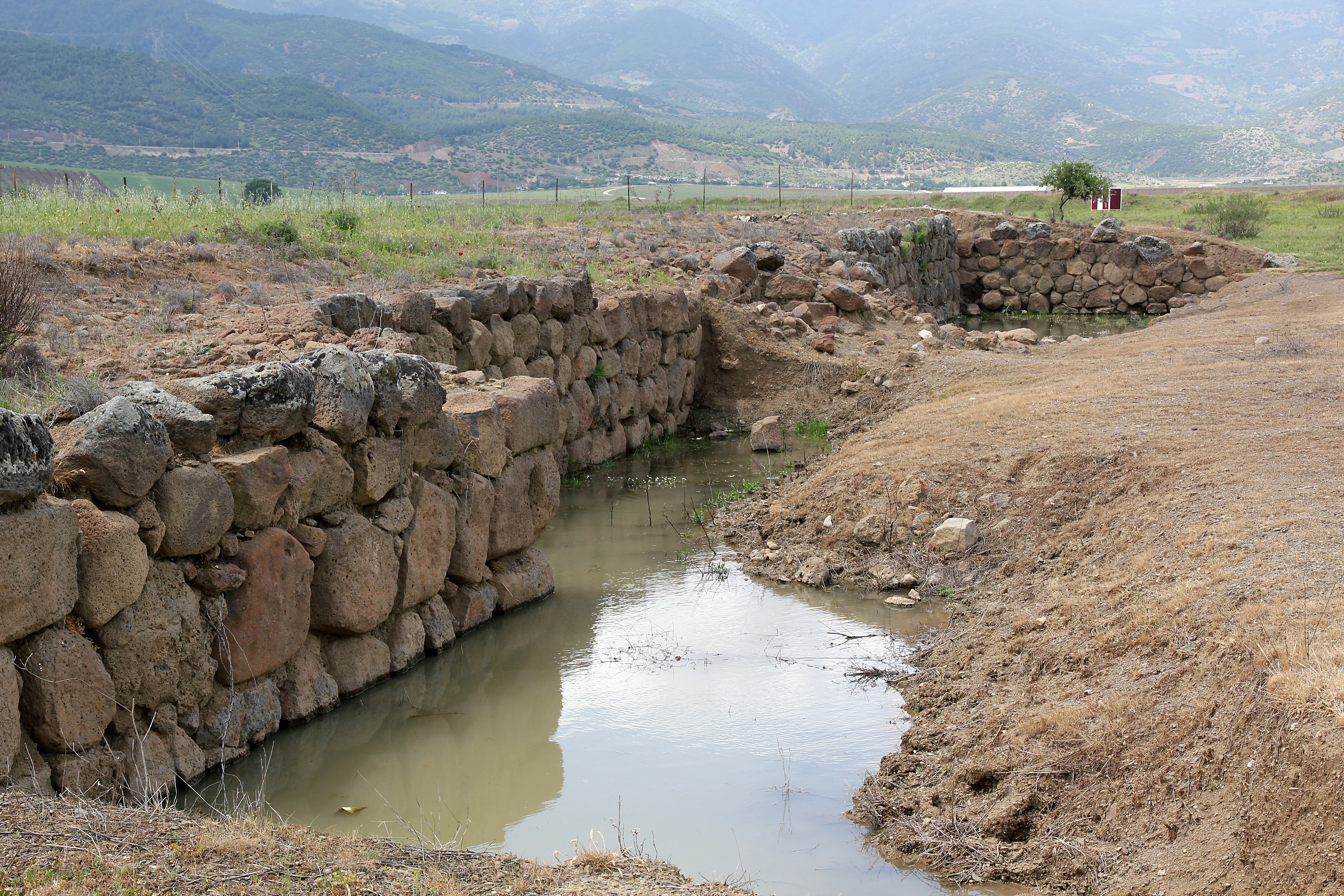
Stadtmauern am Nordosttor

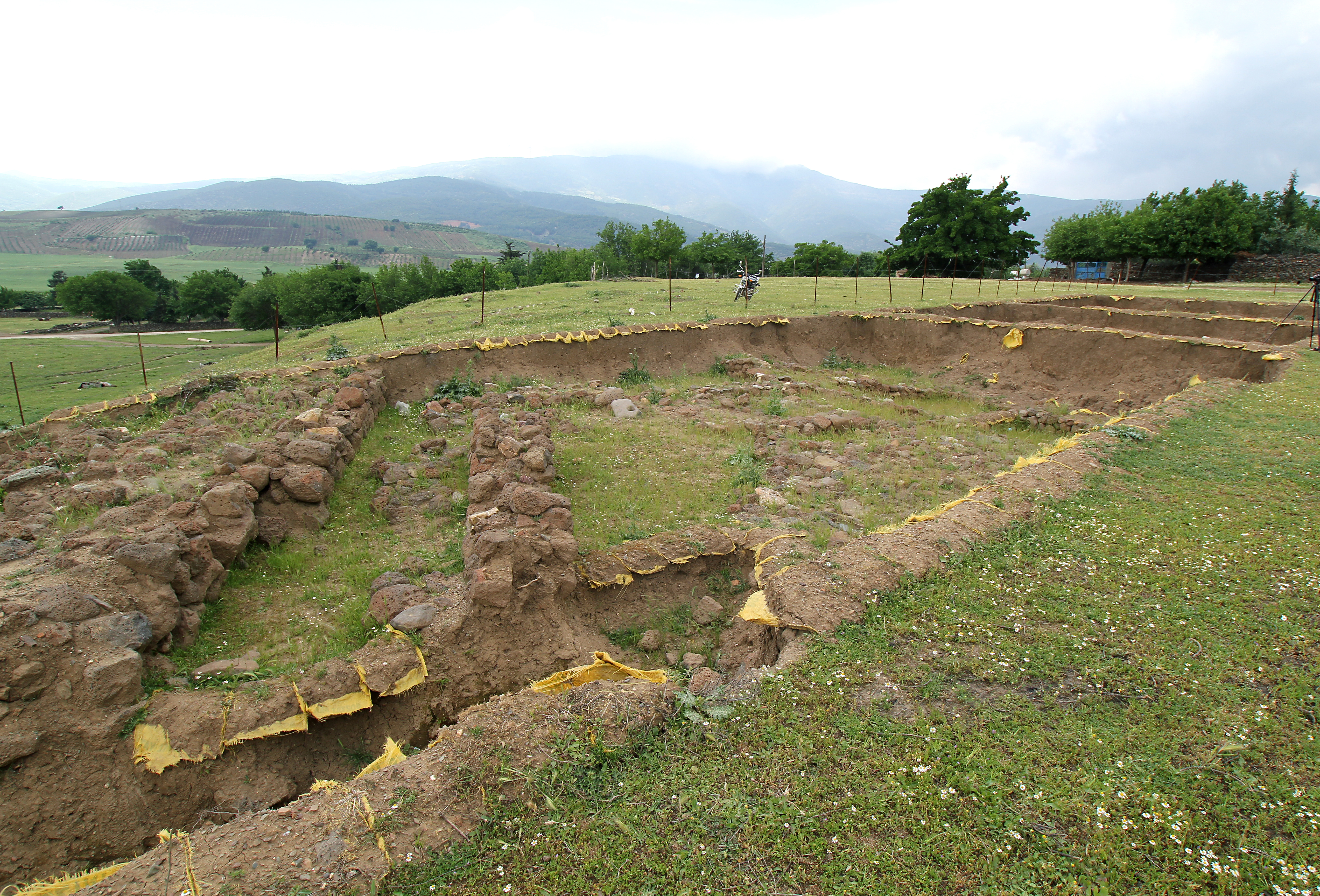
Grabungen in der südlichen Zitadelle

Durch einen ausführlichen Bericht auf der Stele des Panamuwa II., die sein Sohn Bar-Rakib anfertigen ließ (phönizisch-aramäisch), kann der Verlauf der Ereignisse in dieser Zeit sehr gut nachvollzogen werden:

„Diese Stele hat Bar-Rakib für seinen Vater Panamuwa II. aufgestellt … .Mein Vater war der Sohn des Bar-Sur … .Die Götter bewahrten das Haus des Panamuwa II. vor seiner Ausrottung … .Zu Zeiten des Panamuwa I. stand der Gott Adad auf seinem Thron und veranlasste seine Tötung durch Rebellion … .70 Angehörige des Hauses wurden ebenfalls getötet. Die restlichen Angehörigen wurden in Gefängnisse gesteckt … .Es gab mehr verwüstete als bewohnte Orte. Das Schwert sollte vollends gegen mein Haus gezogen werden. Mein Vater Panamuwa und ich sollten getötet werden … .So wurde Panamuwa II. selbst zum Schwert im Ja'udi-Land … .Mein Vater brachte dem König Tiglat-Pileser III. Geschenke, der meinen Vater dann zum König von Ja'udi machte … .Tiglat-Pileser III. tötete den Stein des Vernichtens Asarja vom Hause meines Vaters. Als Dank gab er ihm Schätze der Götter von Ja'udi.“

Hintergrund war der Feldzug des Tiglat-Pileser III. gegen eine von Azrijau (Asarija) geführte Koalition. Nach dem Sieg durch Tiglat-Pileser III. wurden die Stadtstaaten Sumura, Arqa, Usnu und Siannu der Provinz Hama unterstellt, ohne dass diese jedoch ihre Eigenständigkeit verloren.

## Liste der Stadtkönige
Eine Reihe von aramäischen und phönizischen Inschriften überliefert die Namen der Herrscher der Stadt.
- Gabbār (gbr), „Vater des Ḥayyānu“ (um 920 v. Chr.)
- Bānihu (bnh), Sohn des Gabbār (bis etwa 860 v. Chr.)
- Ḥayyānu (assyrisch Ḫayanu), Sohn des Bānihu (etwa 860 bis 850 v. Chr.)
- Šaʼīl (šʼl), Sohn des Ḥayyānu (etwa 850 bis 840 v. Chr.)
- Kilamuwa oder Kulamuwa (klmw), Sohn des Ḥayyānu (840 bis 830 v. Chr., Kulamuwa Stele etwa 830 v. Chr.)
- Qurala oder Qarli (qrl)
- Panamuwa I. (pnmw), Sohn von Qurala
- Bar-Ṣūr (brṣr „Felsensohn“), evtl. identisch mit Panamuwa I.
- Usurpator, dessen Name nicht bekannt ist
- Panamuwa II. (pnmw, ass. Panammu), Sohn des Bar-Ṣūr (739–733 v. Chr.)
- Bar-Rākib (brrkb) (733 v. Chr. bis max. 713 v. Chr.)

Verschiedentlich wird auch Azrijau († 739 v. Chr.) zu den Königen von Sam’al gerechnet.

## Grabungsgeschichte
Sam’al wurde in fünf Etappen zwischen 1888 und 1902 ausgegraben. Von Carl Humann, Otto Puchstein, Felix von Luschan und Robert Koldewey wurde ein in seinen Dimensionen besonders gut vorstellbarer Regierungssitz der frühen Eisenzeit freigelegt. Seit 2006 gräbt ein Team des Institute for the Study of Ancient Cultures, West Asia & North Africa (bis 2023 Oriental Institute) der University of Chicago unter der Leitung von David Schloen in Zincirli.